# Acanthaxius kirkmilleri
Acanthaxius kirkmilleri är en kräftdjursart som beskrevs av Brian Frederick Kensley 1996. Acanthaxius kirkmilleri ingår i släktet Acanthaxius och familjen Axiidae. Inga underarter finns listade i Catalogue of Life.